# John Grierson (aviateur)
Ne doit pas être confondu avec John Grierson.
Pour les articles homonymes, voir Grierson.
John Grierson, né le 2 janvier 1909 à Liverpool et mort le 21 mai 1977 à Washington, est un aviateur britannique.

## Biographie
Grierson prend des leçons de pilotage à Brooklands alors qu'il est encore écolier. En 1929, il obtient son diplôme de la RAF Cranwell et s'envole pour l'Inde en 1930 à bord de son propre Gypsy Moth, nommé Red and Black, pour rejoindre son escadron de la RAF. Avec le même avion, il établit un record en 1931 avec un vol de 41 jours et demi de Karachi, en Inde, jusqu'à Lympne, en Angleterre, et, en 1932, il parcourt 8 800 milles à travers l'URSS jusqu'à Samarcande. Il avait alors demandé à son ami George Bernard Shaw de faire pression sur les autorités soviétiques pour lui accorder le passage.
Il rencontre les Lindbergh à Reykjavík, en Islande, en 1933. Il tente alors de s'envoler seul vers l'Amérique à bord du Red and Black, désormais équipé de flotteurs, mais se renverse au décollage. Avec un Fox Moth nommé Robert Bruce, il réussit le premier vol Londres-Ottawa, effectuant en même temps le premier vol en solo à travers la Inlandsis du Groenland,.
Grierson sert comme officier des opérations au ministère de l'Air et est pilote d'essai pour le premier avion à réaction britannique, le Gloster E.28/39, effectuant le premier vol du deuxième E.28/39, W4046/G, équipé d'un turboréacteur Rover W2B/#110, depuis l'aérodrome d'Edgehill à Banbury le 1er mars 1943, et du Gloster Meteor F.9/40, effectuant le premier vol américain de ce dernier le 15 avril 1944. En tant que commandant d'escadre après pendant la Seconde Guerre mondiale, il est directeur adjoint de l'aviation civile dans la zone britannique de l'Allemagne occupée. Il a également travaillé comme commandant de bord pour un navire-usine baleinier, le Balaena, utilisant deux avions Walrus, et comme cadre pour une importante société aéronautique en Angleterre.
Il vit ensuite à Guernesey où il reste en contact avec l'aviation en pilotant son propre avion et en volant vers le pôle Sud en novembre 1966. Il est membre du Conseil de la Royal Geographical Society et représentant de la Grande-Bretagne dans l'opération Deep Freeze en Antarctique en 1966.
Il a écrit et donné de nombreuses conférences sur les débuts de l'aviation et sur Charles Lindbergh. Il meurt juste après avoir pris la parole au symposium du Smithsonian's Air and Space Museum à l'occasion du cinquantième anniversaire du vol solo New York-Paris de Lindbergh,.
Il est enterré dans le cimetière de l'église St Michael & All Angels, à Offham dans le Kent.

## Hommage
- Le récif Grierson a été nommé en son honneur.

## Publication
- Through Russia by air, G. T. Foulis & co., ltd., 1934 (lire en ligne)
- High failure: solo along the Arctic air route, W. Hodge & company, limited, 1936 (lire en ligne)
- Jet Flight, S. Low, Marston & co., ltd., 1946 (lire en ligne)
- Air Whaler, S. Low, Marston & co., ltd., 1949 (lire en ligne)
- Sir Hubert Wilkins, enigma of exploration, R. Hale, 1960 (lire en ligne)
- Challenge to the poles: Highlights of Arctic and Antarctic aviation, Archon Books, 1964 (lire en ligne)
- Heroes of the Polar Skies, Meredith Press, 1968 (lire en ligne)
- I remember Lindbergh, Harcourt Brace Jovanovich, 1977 (ISBN 0-15-238895-8, lire en ligne )